# Cerberus Esports
Cerberus Esports là một đội tuyển thể thao điện tử chuyên nghiệp bộ môn Liên Minh Huyền Thoại, PUBG: Battlegrounds, Liên Quân, Liên Minh Huyền Thoại Tốc Chiến, Apex Legends có trụ sở chính đặt tại Thành phố Hồ Chí Minh, Việt Nam.
Đội tuyển Liên Minh Huyền Thoại của họ đang thi đấu tại Vietnam Championship Series (VCS), giải đấu cấp cao nhất dành cho bộ môn Liên Minh Huyền Thoại ở Việt Nam.
Đội tuyển PUBG của Cerberus là một trong số các đội tuyển nổi bật nhất ở Việt Nam khi đã 6 lần vô địch PUBG Vietnam Series - giải đấu quốc nội của PUBG Việt Nam, và là đội tuyển đầu tiên của Việt Nam vô địch một giải đấu quốc tế tại PUBG Global Series 3 2024.

## Liên Minh Huyền Thoại

### Lịch sử

#### 2019
Đội tuyển Liên Minh Huyền Thoại được thành lập vào ngày 17 tháng 12 năm 2018 ban đầu gồm: đường trên Ngô "LL" Minh Quân, Bùi "yT" Thế Vinh, đi rừng Nguyễn "Sorn" Minh Hào, đường giữa Huỳnh "Pake" Thanh Hoàng, Văn "Potm" Hữu Bảo, đường dưới Hứa "EasyLove" Thành An và hỗ trợ Trần "Shaoran" Hoàng Phúc.
Đội tuyển chính thức tham gia VCS từ năm 2019, bắt đầu với mùa Xuân 2019. Kết thúc vòng bảng của mùa Xuân 2019, đội đứng thứ 6 với thành tích 5-9 điều này khiến họ không thể tiến vào vòng loạt trực tiếp và buộc dừng chân tại vòng bảng.
Tại giải đấu mùa Hè, đội đã gặp phải những trục trặc và liên tiếp mắc sai lầm trong những trận đấu điều này dẫn đến đội chỉ có vỏn vẹn 3 trận thắng trên tổng số 14 trận. Đội xếp thứ 8 sau lượt trận vòng bảng điều này buộc họ phải tham gia Vòng Thăng Hạng VCS mùa Xuân 2020 để tranh suất góp mặt tại VCS mùa Xuân 2020.
Tại vòng thăng hạng, họ đánh bại QG với tỷ số 3-0 và nắm chắc tấm vé lên chơi tại giải đấu danh giá nhất bộ môn Liên Minh Huyền Thoại tại Việt Nam.

#### 2020
Với những bản hợp đồng cực kì chất lượng để chuẩn bị cho giai đoạn VCS mùa Xuân 2020, với sự gia nhập của: đi rừng Bùi Hoàng "XuHao" Sơn Vương, đường giữa Đoàn "Yado" Mình Trung, xạ thủ Trần "Artemis" Quốc Hưng và hỗ trợ Lê "Ronop" Thiên Hàn, đội được đánh giá khá cao về mặt nhân sự và chuyên môn. Mặc dù được đánh giá cao, nhưng đội tuyển chỉ xếp hạng 5 chung cuộc tại giải VCS màu Xuân 2020 với thành tích 7–7.
Bước sang VCS mùa Hè 2020, đội đã có sự chuẩn bị kĩ lưỡng và trở lại mạnh mẽ. Cerbeus Esports đã có tới 5 trận thắng liên tiếp và chỉ để thua trước GAM Esports ở vòng đấu cuối cùng lượt đi. Mặc dù vậy, ở giai đoạn lượt về đội đã liên tục có những thất bại và chỉ xếp thứ 3 sau giai đoạn vòng bảng với thành tích 9–5. Họ bước vào vòng loại trực tiếp và là đối thủ của GAM Esports (GAM là đội đầu bảng nên có quyền lựa chọn đối thủ), GAM Esports đã hạ gục CES chỉ trong 3 trận đấu với lợi thể áp đảo. Tại bán kết nhánh thua, đội gặp EVOS Esports nhưng với lợi thế quá lớn, EVOS đã có được chiến 3–1 trước CES. Kết thúc giải đấu đội xếp thứ 5–6 chung cuộc.

### Thành tích
| Thứ hạng   | Giải đấu                          | Kết quả (W–L)                  |
| ---------- | --------------------------------- | ------------------------------ |
| 6th        | VCS mùa Xuân 2019                 | 5–9                            |
| 8th        | VCS mùa Hè 2019                   | 3–11                           |
| Thăng hạng | Vòng thăng hạng VCS mùa Xuân 2020 | 3–0 (đối đầu với QTV Gaming)   |
| 5th        | VCS mùa Xuân 2020                 | 7–7                            |
| 3rd        | VCS mùa Hè 2020                   | 9–5                            |
| 5–6th      | VCS mùa Hè 2020 Playoffs          | 1–3 (đối đầu với EVOS Esports) |
| 3rd        | VCS mùa Xuân 2021                 | 9–5                            |
| 4th        | VCS mùa Xuân 2021 Playoffs        | 2–3 (đối đầu với Team Secrect) |
| 1st        | VCS mùa Đông 2021                 | 13–1                           |
| 1st        | VCS mùa Đông 2021 Playoffs        | 3–2 (đối đầu với GAM Esports)  |

## PUBG: Battlegrounds

### Lịch sử
Vào ngày 2 tháng 5 năm 2019, CES công bố mua lại đội hình của Vietnam Gaming Setup (VGS). Từ những hào thủ hàng đầu của làng PUBG Việt Nam như Ace, BAsill, Reddot69, IQ500, BadGuy cho đến các tuyển thủ trẻ đầy tiềm năng như HaiSaki, Himass, Sololzy, YmCuD, Taikonn. CERBERUS Esports với kinh nghiệm dày dặn cùng bộ kỹ năng cực tốt của từng thành viên, họ sớm trở thành một trong số các đội tuyển mạnh của PUBG Việt Nam. Không chỉ tại trong nước, CERBERUS cũng nằm trong số các đội tuyển mạnh ở khu vực Châu Á - Thái Bình Dương (APAC) khi thi đấu rất ấn tượng và đạt được thành tích cao ở các giải quốc tế.
Vào năm 2024, CERBERUS Esports được vinh dự trở thành 1 trong 10 đội Đội tuyển Đối tác Toàn cầu (Global Partner Team) của KRAFTON. Đây không chỉ là một bước tiến lớn của CERBERUS Esports mà còn là một tín hiệu tích cực cho nền PUBG Việt Nam, khẳng định vị thế của một nền esports đang ngày càng phát triển tại Đông Nam Á.
CERBERUS Esports đã có 6 chức vô địch PUBG Vietnam Series, trong đó có 3 chức vô địch liên tiếp tại mùa giải 2020 (Xuân - Hè - Thu), đây là kỷ lục "vô tiền khoáng hậu" đối với các team PUBG ở Việt Nam. Trong mùa giải 2024, họ giành chức vô địch APAC đầu tiên trong lịch sử đội tuyển và trở thành đại diện duy nhất của Việt Nam thi đấu ở PUBG Global Series 3-4 (PGS) tại Thượng Hải, Trung Quốc. CERBERUS đã làm nên lịch sử khi vô địch PGS 3, trở thành đội tuyển đầu tiên của Việt Nam và khu vực Châu Á - Thái Bình Dương lên ngôi tại một giải đấu quốc tế.

## Thành tích
| Liên Minh Huyền Thoại                                  | PUBG: Battlegrounds | Valorant | Apex Legends                                 |
| ------------------------------------------------------ | --- | --- | -------------------------------------------- |
| - Vietnam Championship Series - Vô địch: Mùa Đông 2021 | - PUBG Vietnam Series - Vô địch: Mùa Xuân 2020, Mùa Hè 2020, Mùa Thu 2020, Mùa Xuân 2022, Mùa Xuân 2023, 2024 Phase 2 - Á quân: Mùa Đông 2020, Mùa Hè 2021, Mùa Thu 2022, Mùa Thu 2023, 2024 Phase 1 - Hạng 4: Mùa Xuân 2025 - PUBG Global Series - APAC Qualifier: - Vô địch: 2024 Phase 1 - Hạng 4: 2024 Phase 2 - Vô địch: PGS 3 2024 - Hạng 4: PGS 5 2024 - Hạng 5: PGS 6 2024 - PUBG Global Championship - PGC 2022: Hạng 6 - PGC 2023: Hạng 7 - PUBG Continental Series: Asia Pacific - Á quân: Continental Series 7 - Hạng 4: Continental Series 6 - Vô địch PUBG SEA Invitational 2022 - Á quân Predator League 2020/21: APAC | - Vô địch VCT 2021: Vietnam Stage 2 Challengers - Vô địch VCT 2022: Vietnam Stage 1 Challengers - Á quân VCT 2022: Vietnam Stage 2 Challengers | - Vô địch GEFORCE ICAFE ATTACK: Vietnam 2019 |